# Florent Joseph de Mahieu de Diestvelt
Florent Joseph de Mahieu de Diestvelt est un général belge, né à Ath le 28 mars 1778 et mort à Ixelles, le 16 août 1853. 

## Biographie
Appartenant à une ancienne famille noble du Hainaut, de Mahieu fut admis comme cadet, le 20 mai 1793, au corps de chasseurs Leloup, et fit, au service de l'Autriche, les campagnes du Rhin, en 1793 et 1794, et de l'armée d'Italie de 1795 à 1800. Plusieurs fois blessé de coups de feu et de coups de sabre, entre autres près de Louvain lors de la retraite des Autrichiens, il se distingua tout particulièrement dans le combat du col de Scharl (avril 1799), sous les ordres du général Haddick. 
Lors du licenciement du corps de chasseurs Leloup, le 1er octobre 1802, il reçut la médaille d'or de Marie-Thérèse et revint dans son pays. La Belgique était alors sous la domination française. De Mahieu fut nommé, le 29 mai 1808, capitaine, dans la cohorte de l'Escaut. Chargé par intérim
du commandement de la place de Breskens, il reçut, le 27 septembre 1809, dans l'île de Cadzand un coup de feu,
sous l’œil droit. 
Le corps dont il faisait partie ayant été licencié le 21 janvier 1813, de Mahieu fut nommé successivement capitaine au 37e régiment d'infanterie légère (28 mars 1813), puis au 85e de ligne (28 octobre), et enfin chef de bataillon deux mois après (27 décembre 1813). C'est en cette qualité qu'il fit campagne en 1813 et 1814 à l'armée du Rhin.
Démissionné sur sa demande, le 20 janvier 1815, il entra le 25 mars dans l'armée des Pays-Bas avec le grade de lieutenant-colonel, et fut désigné pour commander le 37e bataillon de milice. Mis en disponibilité le  1er juin 1819, il fut rappelé à l'activité deux ans après et commanda successivement la place de Naarden (18 décembre 1821) et la place d'Ypres (12 avril 1823), où il fut nommé colonel (16 avril 1829). 
Passé au service de Belgique le 9 octobre 1830, il fut nommé général-major, commandant militaire de la Flandre-Occidentale, puis, le 18 août 1831, de la Flandre-Orientale. Mis en disponibilité le 28 mai 1832, il fut pensionné le 14 avril 1834. Le roi le nomma chevalier de l'ordre de Léopold par arrêté du 16 juin 1836. 
Il portait les armes : Écartelé, au premier et quatrième d'or à trois merlettes de sable ; au deuxième et troisième de sable, à trois maillets d'argent ; sur le tout, d'argent à trois roses de cinq feuilles de gueules.